# Liste des maires de Châteaudun
Cet article dresse une liste par ordre de mandat des maires de Châteaudun.

## Liste des maires
| Période                                  | Période | Identité                                 | Étiquette | Qualité                     |
| ---------------------------------------- | ------- | ---------------------------------------- | --------- | --------------------------- |
| Les données manquantes sont à compléter. |         |                                          |           |                             |
| 1692                                     | 1723    | René Fédé                                |           | Médecin                     |
| 1723                                     | 1742    | Nicolas François Cellier des Filletières |           | Conseiller du roi           |
| 1742                                     | 1756    | Éloi Raimbert                            |           | Premier échevin             |
| 1756                                     | 1765    | Philippe Jean Baptist Bellier            |           | Président de l'Élection     |
| 1765                                     | 1769    | Claude Denis François de Saint-Denis     |           | Seigneur du Plessis-Hugon   |
| 1769                                     | 1771    | Louis Rossard de Mianville               |           | Lieutenant de l'Élection    |
| 1771                                     | 1785    | Louis-André Bignon                       |           | avocat en parlement         |
| 1785                                     | 1788    | Alexandre Marie de Valles                |           | Ancien colonel de cavalerie |
| 1788                                     | 1790    | Louis Jean Loyre                         |           | Seigneur de Saint-Jacques   |

| Période                                  | Période  | Identité                                        | Étiquette    | Qualité                                                                                          |
| ---------------------------------------- | -------- | ----------------------------------------------- | ------------ | ------------------------------------------------------------------------------------------------ |
| Les données manquantes sont à compléter. |          |                                                 |              |                                                                                                  |
| 1790                                     | 1792     | Louis Guérineau des Chenardières                |              | Receveur des tailles                                                                             |
| 1792                                     | 1793     | Jean Étienne Barre de Boismeans                 |              | Capitaine de la milice bourgeoise                                                                |
| 1793                                     | 1793     | Jean-Baptiste Honoré Rossard de Chatenay        |              | Propriétaire                                                                                     |
| 1793                                     | 1795     | Jean Gabriel Gibault                            |              | Maître-tailleur                                                                                  |
| 1795                                     | 1797     | Philippe Guillois                               |              | Architecte                                                                                       |
| 1797                                     | 1798     | Louis-André Bignon                              |              | Avocat                                                                                           |
| 1798                                     | 1801     | Nicolas François Modeste Huguet-Bussy           |              | Apothicaire                                                                                      |
| 1801                                     | 1807     | François Pierre Coutelle-Duboulay               |              | Juge de paix                                                                                     |
| 1807                                     | 1815     | Claude Baudry                                   |              | Propriétaire                                                                                     |
| 1815                                     | 1816     | Jean-Baptiste François de Boisguyon             |              | officier d'infanterie, lieutenant de louveterie                                                  |
| 1817                                     | 1830     | Louis Guérineau des Chenardières                |              | Receveur des tailles                                                                             |
| 1830                                     | 1831     | Félix Raimbert-Sévin                            |              | Propriétaire                                                                                     |
| 1831                                     | 1835     | Jules Raimbault-Courtin                         |              | notaire                                                                                          |
| 1835                                     | 1838     | Jean-François Gorteau                           |              | notaire                                                                                          |
| 1838                                     | 1840     | Jean-Baptiste Henri Cadot                       |              |                                                                                                  |
| 1840                                     | 1842     | Jean Alexandre Billault                         |              | avocat, magistrat                                                                                |
| 1842                                     | 1844     | Félix Raimbert-Sévin                            |              | Propriétaire                                                                                     |
| 1844                                     | 1848     | Pierre Désiré Sence                             |              | juge de paix                                                                                     |
| 1848                                     | 1852     | Adolphe Lemay-Chautard                          |              | Conservateur de la Bibliothèque, vice-président du conseil des directeurs de la Caisse d'épargne |
| 1852                                     | 1855     | Augustin Louis Edmé Leroyer de La Rochemondière |              | propriétaire                                                                                     |
| 1855                                     | 1865     | Honoré Pierre Grindelle                         |              | propriétaire, régisseur                                                                          |
| 1865                                     | 1868     | Adolphe Lemay-Chautard                          |              | Conservateur de la Bibliothèque, vice-président du conseil des directeurs de la Caisse d'épargne |
| 1868                                     | 1870     | Hippolyte Duchanoy                              |              | inspecteur des finances                                                                          |
| 1870                                     | 1872     | M. Ernest Lumière                               |              | Notaire,                                                                                         |
| 1872                                     | 1878     | Adolphe Gouin                                   |              | entrepreneur                                                                                     |
| 1878                                     | 1881     | Jean Cartier                                    |              | notaire                                                                                          |
| 1881                                     | 1882     | Louis Frédéric Guyard de La Charmoye            |              | banquier                                                                                         |
| 1882                                     | 1884     | Jean Cartier                                    |              | notaire                                                                                          |
| 1884                                     | 1888     | Louis Pierre Martial Moisant                    |              |                                                                                                  |
| 1888                                     | 1892     | Désiré Renault                                  |              | notaire                                                                                          |
| 1892                                     | 1894     | Louis Baudet                                    |              | Industriel en bijouterie                                                                         |
| 1894                                     | 1895     | Alcide Lours                                    |              |                                                                                                  |
| 1895                                     | 1918     | Louis Baudet                                    |              | Industriel en bijouterie                                                                         |
| 1918                                     | 1919     | Ernest Hiblot                                   |              |                                                                                                  |
| 1919                                     | 1920     | Émile Texier                                    |              |                                                                                                  |
| 1920                                     | 1925     | Émile Bara                                      |              |                                                                                                  |
| 1925                                     | 1933     | Isidore Joubert                                 |              |                                                                                                  |
| 1933                                     | 1935     | Alexandre Jolivet                               |              |                                                                                                  |
| 1935                                     | 1936     | Henri Armand Quériault                          |              | Pharmacien                                                                                       |
| 1936                                     | 1944     | Raoul Prévost                                   |              |                                                                                                  |
| 1944                                     | 1945     | Pierre Jossinet                                 |              |                                                                                                  |
| 1945                                     | 1947     | André Perdrix                                   |              | Professeur de mathématiques                                                                      |
| 1947                                     | 1965     | Henri Bonnet                                    |              | Professeur de philosophie                                                                        |
| 1965                                     | 1977     | Paul Gauchery                                   | PS           | Cultivateur                                                                                      |
| 1977                                     | 1983     | Jean Hardy                                      | PCF          | Professeur technique au lycée professionnel                                                      |
| 1983                                     | 2008     | Alain Venot                                     | RPR puis UMP | Conseiller général Conseiller régional Député Commerçant                                         |
| 2008                                     | 2014     | Didier Huguet                                   | DVD          | Pharmacien                                                                                       |
| 2014                                     | 2020     | Alain Venot                                     | UMP puis LR  | Conseiller général Conseiller régional Député Commerçant                                         |
| 2020                                     | en cours | Fabien Verdier                                  | DVG          | Directeur d'hôpital Conseiller régional                                                          |